# 納旺金巴
納旺金巴（1900年—？年）（孜准·納旺金巴），後藏香巴人 ，他是十世班禪的近侍大喇嘛，班禪堪布會議廳副主任，民國37年（1948年）在暫時旅居內地西藏人員選區（即班禪堪布會議廳）當選第一屆立法委員。

## 生平
- 畢業於後藏孜洛札學院[1]
- 班禪行轅教務處科長[1]
- 後藏政府卓尼[1]
- 班禪大師教下大卓尼[1]
- 民國三十六年（1947年），班禪堪布會議廳典禮處處長
- 民國三十七年（1948年），於班禪堪布會議廳中得票290票當選暫時旅居內地西藏人員選出之立法委員[1]，出席第一屆立法院第一會期 國防委員會、外交委員會
- 1950年，青海省各族各界人民代表會議協商委員會委員[2]
- 1951年，班禪行轅入西藏工作委員會副主任委員
- 1952年，隨第十世班禪返回西藏後，擔任班禪堪布會議廳副主任
- 1953年，西藏國慶觀禮團第一副團長[3]
- 1956年5月11日，西藏自治區籌備委員會常務委員、財政經濟委員會副主任[4]
- 1959年，日喀則專員公署副專員
- 1960年4月10日，扎什倫布寺雙反委員會副主任
- 扎什倫布寺民主管理委員會籌委會主任
- 第三、四屆全國政協委員